# Vosloorus
Vosloorus est un grand township situé dans la municipalité de Boksburg juste à l’est de Katlehong situé dans la municipalité d'Ekurhuleni, à seulement 30 km de Johannesburg dans le Gauteng en Afrique du Sud. 

## Histoire
Vosloorus a été établi en 1963, lorsque les Africains noirs ont été déplacés de Stirtonville parce que le gouvernement considérait que c'était trop près d’une ville blanche. Stirtonville, rebaptisée Reiger Park, est depuis devenue le lieu de résidence de la communauté coloured de Boksburg. Une autorité locale a été créée en 1983 lorsque Vosloorus a obtenu le statut de municipalité.